# ジェイムズ・ダフ (第4代ファイフ伯爵)
第4代ファイフ伯爵ジェイムズ・ダフ（英: James Duff, 4th Earl Fife,KT GCH、1776年10月6日 - 1857年3月9日）は、イギリスの貴族、軍人。シッスル勲爵士、ロイヤル・ゲルフ勲爵士 (Royal Guelphic Order) 。

## 生涯
第3代ファイフ伯爵とメアリ・スキーン（Mary Skene、ジョージ・スキーンの長女）との長男として生まれた。弟に第5代ファイフ伯爵の父親アレグザンダー・ダフがいる。ロンドンの名門パブリックスクールウェストミンスター・スクールに学んだのち、オックスフォード大学に進学、卒業した。
1799年9月9日に、ロンドンでマリア・カロライン・マナーズ（Lady Maria Caroline Manners、1775年 - 1805年、ジョン・マナーズとその妻の第7代ディザート女伯爵ルイーザ・トルマッシュとの三女）と結婚した。
半島戦争では義勇兵としてナポレオン軍との戦いに身を投じた。タラベラの戦いで負傷したのち、カディス包囲戦時のマタゴーダ砦攻撃の最中に再び重傷を負った。本国に帰還後、従軍時の功績によりスペインの聖ファーディナンド勲章を授与されたほか、スウェーデンの勲位（瑞:Svärdsorden (en) ）も与えられた。
1811年、父の死去により第4代ファイフ伯爵となり、マクダフ子爵位も継承した。1818年から1827年までバンフシャー選出トーリー党所属の庶民院議員を務めた。1819年から1821年までジョージ4世の寝室官長を務めた。1827年から1830年にかけても再任して、ジョージ4世の死後に即位したウィリアム4世の治世下においても、1837年まで引き続いて同職を務めた。1827年にシッスル勲章を受勲、同年にグレートブリテン貴族としてファイフ州におけるファイフ男爵に叙された。叙爵以降は公職を引退してスコットランドに隠遁した。
1857年に一族の邸宅ダフ・ハウスにて80歳で死去した。妻との間に子供がいなかったため、ファイフ男爵位は断絶した。他方、ファイフ伯爵位は甥のジェイムズが相続した。

### 註釈
1. ↑  従軍時の階級は少将[2]。